# Gibson Hummingbird

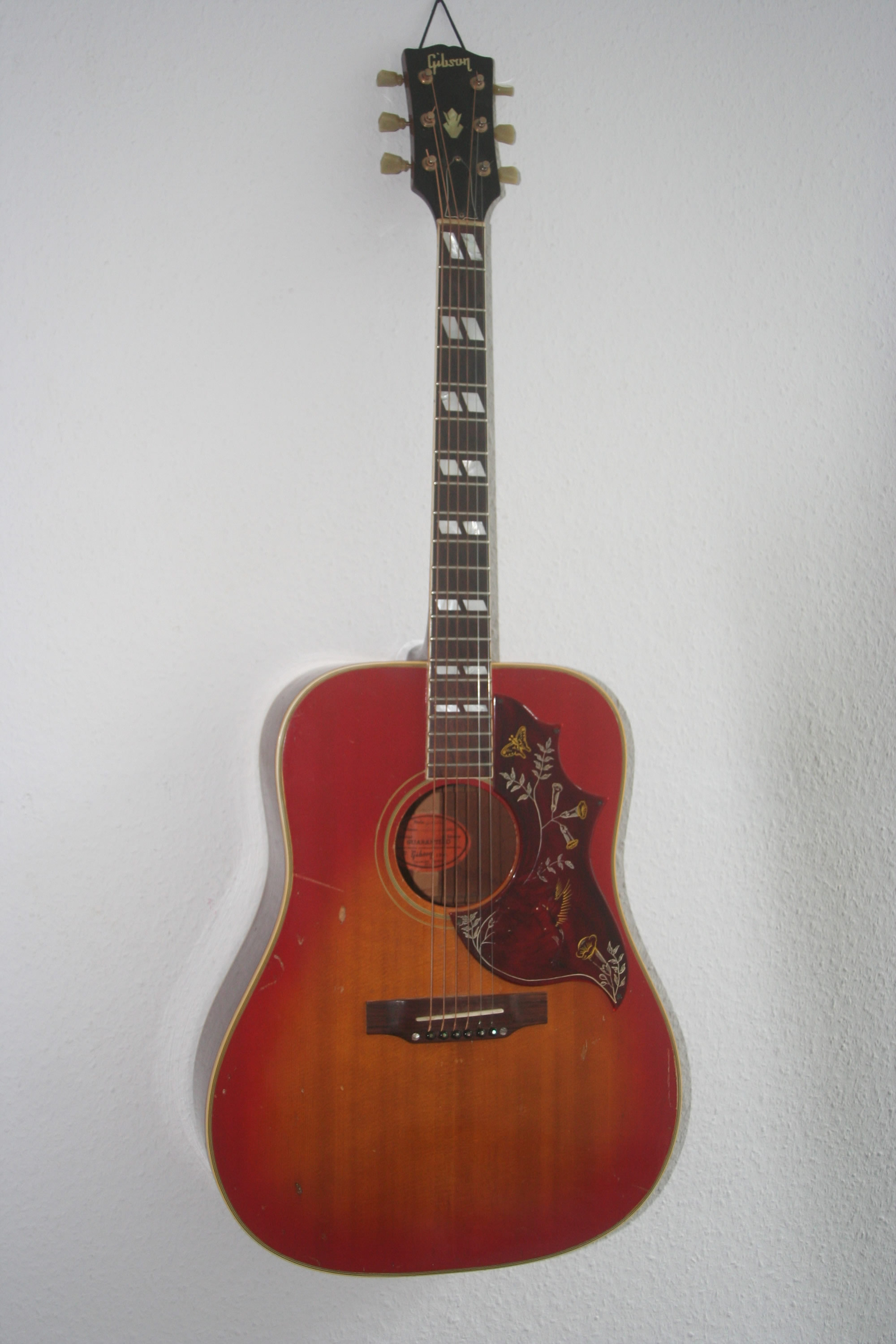
Gibson Hummingbird

Die Gibson Hummingbird ist ein Gitarrenmodell der Gibson Guitar Corporation. Die akustische Gitarre wurde aus Mahagoni und Fichte gebaut und war Gibsons erstes Squareshoulder-Modell, ähnlich den Martin-Gitarren D-28.
Die Hummingbird wurde ab 1960 gebaut, ab 1969 änderte sich die Deckenbeleistung der Gitarre von zunächst Single X Bracing zu Double X Bracing.
Die Hummingbird ist eine berühmte Singer-Songwriter-Gitarre, gespielt von Keith Richards für den Rolling-Stones-Song Angie und andere Songs der Stones, sowie unter anderem von Gram Parsons und Jimmy Page. Sie ist bis heute erhältlich.